# 丁坊酒
丁坊酒，是中华人民共和国江西省南昌出产的一种甜型黄酒。当地以南昌县丁坊村所产品质最佳，因此得名“丁坊酒”，古名枣儿红。南昌酿酒业原本繁荣，1939年，侵华日军攻入当地，全村人向南逃难，酒厂停产。1952年，当局将当地永泰、复吉、义成、源兴、仁昌、万美全等八家私人酒坊合并成立的南昌酿酒厂（后更名为南昌酒厂），始恢复量产白酒和包括丁坊酒在内的黄酒。1979年，向塘公社重建酒厂。1982年，被评为江西优质酒，属甜型黄酒。1990年代酒厂因体制等问题改制，丁坊酒为民企酒厂继续酿制，其酿造技艺被收入南昌市非物质文化遗产。